# Pero gamuza
Pero gamuza là một loài bướm đêm trong họ Geometridae.